# 西條照太郎
西條 照太郎（さいじょう しょうたろう、1902年9月6日 - 1980年2月29日）は、日本の脚本家。本名は土屋 可義（つちや ありよし）で、牧野省三のもとで脚本家としてデビュー後、このほか西条 章太郎、西条 栄（-さかえ）、木下 藤吉（きのした とうきち）、波多 謙治 / -謙次 / -賢治（はた けんじ）、土屋 欣三（つちや きんぞう）等のペンネームを使い分け、戦後まで活躍した。

## 来歴・人物

### 23歳の脚本家デビュー
1902年（明治35年）9月6日、静岡県に生まれる。
旧制・大成中学校（現在の大成高等学校）を中退後、運輸会社、保険会社勤務を経て、23歳になる1925年（大正14年）、帝国キネマ演芸（帝キネ）脚本部に入社するが、脚本家としてのデビュー作は、同年の東亜キネマ等持院撮影所への移籍直後の2月13日に公開された後藤秋声監督の『悪魔の哄笑』であった。同作をもって後藤は帝国キネマ小阪撮影所に移籍するが、西条は東亜キネマおよびそこから分離独立したマキノ・プロダクション御室撮影所への移籍後も、マキノにありながら、「帝キネ」の後藤に脚本をしばらく提供し続ける。
マキノ御室時代の代表作は、牧野省三が総監督、二川文太郎らが監督した月形龍之介・マキノ輝子主演ものの『修羅八荒』全4篇（1926年）、市川右太衛門主演から嵐長三郎（のちの嵐寛寿郎）へと途中でキャストチェンジをしながらも製作続行した『鳴門秘帖』全7篇（1928年 - 1927年）などである。また、牧野がすべてを投入して打ち込んだ超大作『忠魂義烈 実録忠臣蔵』（1927年製作開始、1928年公開）には、山上伊太郎との共同脚本を執筆している。また同年、映画監督としてのデビューの機会を持つが、第1回監督作品として製作を開始した『強者』は、その途中で降板、稲葉蛟児が完成させ、稲葉の監督デビュー作となった。以降、監督はしていない。

### フリーランス時代
1928年（昭和3年）、城戸品郎監督の『裏切る蛩音』を最後に退社、26歳になるころにフリーランスとなる。同年2月に設立された月形陽候こと月形龍之介の「ツキガタプロダクション」やマキノ傘下の勝見庸太郎プロダクション、前年に奈良に設立された市川右太衛門プロダクション、東京・巣鴨の河合映画製作社の鈴木桃作監督や松本英一監督、東亜キネマ京都撮影所（等持院撮影所）に戻ってきた後藤岱山（後藤秋声）監督、あるいは帝国キネマの川浪良太監督にオリジナル脚本を中心に提供した。
1932年（昭和7年）、尾上菊太郎プロダクション製作、冬島泰三監督の『旗本次男坊』から「波多謙次」を名乗り始める。1933年（昭和8年）、前年11月に高村正次が御室撮影所に設立した「宝塚キネマ興行」に入社、大伴麟三、仁科熊彦、城戸品郎、後藤岱山の各監督作を「波多賢治」「波多謙治」名、あるいは「西條照太郎」名で書き分けて多くの脚本を執筆したが、翌1934年（昭和9年）早々にプロデューサーの高村が監督に乗り出した『片仮名仁義』を西條名義で執筆したのを最後に、同社は解散した。
1935年（昭和10年）2月に設立された「極東映画」は、御室撮影所を仮撮影所として製作を開始、「宝塚キネマ」や「エトナ映画社」の残党がそこへ流れたが、監督部長、撮影部長にそれぞれ就任した仁科熊彦、小柳京之介がそれぞれ監督、撮影をすることとなった同社の設立第1作『益満休之助 比叡の巻』、およびマキノのカメラマンだった下村健二が監督する設立第2作『益満休之助 江戸の巻』の脚本を、西條は、直木三十五の原作をもとに「西条栄」名で執筆している。同社では、同年、山口哲平監督の『弥八妻恋唄』にオリジナル脚本を提供するのみで終わった。そのあと同社は4月末日より「甲陽撮影所」を本撮影所として移転した。

### トーキー以降
同年11月に牧野の長男・マキノ正博による「マキノトーキー製作所」の設立に参加、脚本部に「波多謙治」の名を連ね、33歳になるころに初めてのトーキー脚本に挑んだ。ここでは『修羅八荒』のトーキーリメイク作全3篇のうち2篇も、前作から10年ぶりに手がけている。1937年（昭和12年）4月に同社は解散、西條は新興キネマ京都撮影所へ移籍する。
新興京都では「波多謙治」での執筆をつづけ、1941年（昭和16年）1月の戦時統合による大映への合併のさいにも、大映に残留した。第二次世界大戦終戦の年の1945年（昭和20年）4月、木村恵吾監督の『紅顏鼓笛隊』をもって再度フリーランスとなる。1949年（昭和24年）、大映での安田公義監督作『母恋星』をもって、「波多謙治」名での執筆は最後となった。
1951年（昭和26年）、かつて「宝塚キネマ」を興した高村正次の「宝プロダクション」で7本の脚本を「木下藤吉」名義で執筆、同名義で東映京都撮影所作品、大映京都撮影所作品に1954年（昭和29年）まで執筆した。同年からふたたび「西条照太郎」名義にもどり、東映京都を中心に1956年（昭和31年）まで脚本の執筆をつづけたが、53歳になる同年、引退した。
その後は、京都・嵯峨野に現在もある老舗湯どうふの店「竹むら」の主人として過ごした。没年は不詳である。

## おもなフィルモグラフィ
- 悪魔の哄笑　1925年　監督後藤秋声、撮影持田米彦、主演本間直司
- 修羅八荒　1926年　総監督マキノ省三、原作行友李風、主演月形龍之介、マキノ輝子
  - 第一篇　監督二川文太郎、勝見正義、橋本佐一呂、撮影田中十三
  - 第二篇　監督二川文太郎、勝見正義、撮影田中十三
  - 第三篇　監督二川文太郎、橋本佐一呂、撮影田中十三
  - 解明篇前後篇　監督中島宝三、撮影松田定次、装置河合広始
- 鳴門秘帖　1926年 - 1927年　原作吉川英治
  - 第一篇　1926年　指揮マキノ省三、監督沼田紅緑、撮影田中十三、主演市川右太衛門
  - 第二篇　1926年　指揮マキノ省三、監督沼田紅緑、撮影田中十三、主演市川右太衛門
  - 第三篇　1927年　指揮マキノ省三、監督沼田紅緑、撮影田中十三、主演市川右太衛門
  - 第四篇　1927年　監督城戸品郎、撮影松田定次、主演嵐長三郎
  - 第五篇　1927年　監督城戸品郎、撮影松田定次、主演嵐長三郎
  - 第六篇　1927年　監督城戸品郎、撮影松田定次、主演嵐長三郎
  - 最終篇　1927年　監督城戸品郎、撮影松田定次、主演嵐長三郎
- 忠魂義烈 実録忠臣蔵　1928年　総指揮・監督マキノ省三、監督補秋篠珊次郎（井上金太郎）、共同脚本山上伊太郎、撮影田中十三、撮影補藤井春美、主演伊井蓉峰、諸口十九
- 修羅八荒　1936年　製作・録音マキノ正博、原作行友李風、主演葉山純之輔、原駒子
  - 第一篇　監督マキノ正博、応援監督中川信夫、撮影柾木四平
  - 第二篇　監督マキノ正博・久保為義、脚本比佐芳武、撮影藤井春美　※西條は参加せず
  - 第一篇　監督マキノ正博・中川信夫、撮影柾木四平

## 関連事項
- 帝国キネマ - 新興キネマ - 大映
- 東亜キネマ - マキノ・プロダクション （牧野省三）
- ツキガタプロダクション （月形龍之介）
- 勝見庸太郎プロダクション （勝見庸太郎）
- 市川右太衛門プロダクション （市川右太衛門、山口天龍）
- 河合映画製作社 （河合徳三郎）
- 尾上菊太郎プロダクション （尾上菊太郎）
- 宝塚キネマ興行 - 宝プロダクション （高村正次）
- 極東映画
- マキノトーキー製作所 （マキノ正博）
- 東映 - 東映京都撮影所

## 註
1. 1 2 3 4 5 6 7  立命館大学衣笠キャンパスの「マキノ・プロジェクト」サイト内の「菅家紅葉氏談話」の記述を参照。
2. 1 2  raizofan.netサイト内の「西条照太郎」の記述を参照。
3. ↑  『日本映画監督全集』（キネマ旬報社、1976年）の「稲葉蛟児」の項（p.220）を参照。同項執筆は滝沢一。
4. ↑  赤井祐男・円尾敏郎編『チャンバラ王国極東』（ワイズ出版、1998年 ISBN 4948735914）の記述を参照。
5. ↑  マキノ雅裕『映画渡世 天の巻 - マキノ雅弘自伝』（平凡社、1977年 / 新装版、2002年 ISBN 4582282016）、初版 p.338-374の記述を参照。